# Quinquehua
Quinquehua (del mapudungún: günkün hue ‘refregar constantemente’) es una localidad de la comuna de Chillán, en la provincia de Diguillín, de la Región de Ñuble, Chile. Según el censo chileno de 2017, la localidad posee 800 habitantes.
Posee el Humedal Quinquehua, cual es considerado por el municipio de Chillán como un humedal de carácter urbano.